# Out Out
Singles par Joel Corry
Bed (en)
(2021)
Singles par Jax Jones
Crystallise
(2021)
Singles par Charli XCX
Xcxoplex
(2021) Good Ones (en)
(2021)
Singles par Saweetie
Hit It
(2021)
Out Out est une chanson de Joel Corry et Jax Jones featuring Charli XCX et Saweetie. Elle est sortie le 13 août 2021.

## Classements hebdomadaires
| Classement (2021)                          | Meilleure position |
| ------------------------------------------ | ------------------ |
| Allemagne (GfK Entertainment)              | 20                 |
| Australie (ARIA Dance)                     | 12                 |
| Autriche (Ö3 Austria Top 40)               | 38                 |
| Belgique (Wallonie Ultratop 50 Singles)    | 20                 |
| Canada (Digital Songs)                     | 33                 |
| Canada (CHR/Top 40)                        | 40                 |
| Communauté des États indépendants (Tophit) | 35                 |
| Croatie (HRT)                              | 31                 |
| Émirats arabes unis (Radiomonitor)         | 5                  |
| États-Unis (Dance/Mix Show Airplay)        | 10                 |
| États-Unis (Hot Dance/Electronic Songs)    | 11                 |
| Europe (Euro Digital Songs)                | 7                  |
| France (SNEP)                              | 154                |
| France (SNEP Radio)                        | 27                 |
| Global 200                                 | 77                 |
| Global Excl. U.S.                          | 44                 |
| Grèce (IFPI Greece)                        | 42                 |
| Irlande (IRMA)                             | 2                  |
| Lituanie (Agata)                           | 40                 |
| Macédoine (Radiomonitor)                   | 7                  |
| Malte (Radiomonitor)                       | 7                  |
| Mexique (Mexico Airplay)                   | 25                 |
| Mexique (Mexico Ingles Airplay)            | 10                 |
| Nouvelle-Zélande (Hot 40)                  | 27                 |
| Pays-Bas (Nederlandse Top 40)              | 27                 |
| Pays-Bas (Single Top 100)                  | 24                 |
| Pologne (ZPAV)                             | 14                 |
| Portugal (AFP)                             | 159                |
| Royaume-Uni (UK Singles Chart)             | 6                  |
| Royaume-Uni (UK Dance Chart)               | 2                  |
| Russie (Tophit Radio Top 100)              | 49                 |
| Slovaquie (IFPI Singles Digitál)           | 45                 |
| Suède (Sverigetopplistan)                  | 94                 |
| Suisse (Schweizer Hitparade)               | 45                 |
| Tchéquie (IFPI Singles Digitál)            | 57                 |